# 주덕초등학교
주덕초등학교는 충청북도 충주시 주덕읍 신중리에 있는 공립 초등학교이다.

## 연혁
- 1934년 6월 29일 주덕공립보통학교(4년제) 개교
- 1938년 4월 1일 주덕공립심상소학교 개칭[1]
- 1939년 4월 1일 6년제 개편
- 1941년 4월 1일 주덕공립국민학교 개칭[2]
- 1946년 9월 1일 현 위치로 이전
- 1991년 11월 30일 본관 16개 교실 신축
- 1995년 3월 1일 학교 급식 실시
- 1996년 3월 1일 주덕초등학교로 개칭[3]
- 2004년 12월 30일 운동장 우레탄 및 다목적경기장 설치
- 2007년 10월 20일 다목적교실 어래관 개관
- 2009년 3월 9일 울타리 조성
- 2010년 8월 7일 어린이 종합놀이대 및 조경사업
- 2011년 8월 31일 영어체험교실 구축
- 2011년 12월 23일 유치원 종합놀이대 설치
- 2016년 8월 31일 창호 교체 및 외벽공사
- 2016년 12월 5일 운동장 우레탄철거 및 환경개선공사
- 2017년 8월 7일 급식소, 과학실, 유치원 창호 교체 및 외벽공사
- 2019년 3월 1일 도지정 민주시민교육 시범학교(2년)
- 2023년 1월 6일 제86회 졸업식(총 10574명)

## 참고 자료
- 주덕초등학교 - 한국교육학술정보원 학교알리미